# オダギリユタカ
オダギリ ユタカ（9月14日 - ）は、日本の歌手、ラジオDJ、地方タレントである。本名、小田桐 穣（おだぎり ゆたか）。青森県平川市出身。

## 来歴・概要
小さいころからの夢である演歌歌手を目指して上京。
芸名「オダギリユタカ」の読みは本名だが、表記が漢字ではなくカタカナなのは、「穣」だと「ゆたか」と読めない人が多いから。
CDの楽曲は本人が作詞、作曲も手がけている。
歌手としてのステージはもちろん、TV番組のナビゲーター、ラジオDJ、イベントの司会、ドラマ・映画出演など幅広く活躍している。
ブライダルの司会のうまさは評判。

## 出演

### テレビ
- 津軽味めぐり（ATV 青森テレビ）ナビゲーター
- みちのく温泉湯め気分（ABA 青森朝日放送）ナビゲーター
- 路地裏探偵団がゆく!（ABA 青森朝日放送）レギュラー

### ラジオ
- 午後ワイドGOGOナビゲーション - 木曜担当 FMアップルウェーブ
- ゴゴナビ!! - 木曜担当 FMアップルウェーブ

### 映画
- 津軽百年食堂
- 奇跡のリンゴ

### ドラマ
- 水曜ミステリー9「みちのく麺食い記者 宮沢賢一郎2」（2013年2月27日、テレビ東京系）[3]

### ナレーション
- 「五林平太刀振り」文化財保存VTRナレーション

### CM
- 弘前公益社（ナレーション）
- ホテルニューキャッスル（ナレーション）
- ニッカ＆アサヒ（ナレーション）
- かんぽ生命（青森県内郵便局内のみ放送）他

### 舞台
- ささきまこと一人芝居

## 音楽

### ミニアルバム
1. ファーストミニアルバム『溢れる想い』（2009年8月8日）[4]
  1. 溢れる想い
  2. Forever sing
  3. かくみ小路で振り向かないで
  4. OPEN
  5. 溢れる想い（オリジナルカラオケ）
  6. かくみ小路で振り向かないで（オリジナルカラオケ）
2. セカンドミニアルバム『think!』（2011年4月23日）[5]
  1. 飛ばせ！
  2. 櫻は恋の季節
  3. 津軽んツアー〜私を訪ねて〜Feat.高瀬まみ
  4. 路地裏で咲いた一輪の花（ABA青森朝日放送「路地裏探偵団がゆく！」エンディングテーマ曲）